# Parlamentswahl in Griechenland Mai 1915
Eine Wahl des griechischen Parlaments fand in Griechenland am 31. Mai 1915 statt.
Eleftherios Venizelos bzw. seine Partei der Liberalen erlebten einen erdrutschartigen Sieg: sie erhielten 187 der damals 316 Parlamentssitze.
Venizelos’ Konflikt mit König Konstantin I. ging nach der Wahl weiter.
Am 6. Dezember 1915 fand erneut eine Parlamentswahl statt; diese wurde von Venizelos und seiner Partei boykottiert.

## Ergebnisse
| Partei                                  | Stimmen | % | Sitze |
| --------------------------------------- | ------- | - | ----- |
| Partei der Liberalen                    |         |   | 187   |
| Partei der National Denkenden           |         |   | 95    |
| Unterstützer von Georgios Theotokis     |         |   | 12    |
| Unterstützer von Dimitrios Rallis       |         |   | 7     |
| Unterstützer von Dimitrakopoulos        |         |   | 6     |
| Sozialistische Vereinigung Thessaloniki |         |   | 2     |
| unabhängige Abgeordnete                 |         |   | 7     |
| Total                                   | 686,990 |   | 316   |
| Quelle: Nohlen & Stöver                 |         |   |       |